# Bruno Broucqsault
Bruno Brouqsault, né le 6 février 1959 à Phalempin (59), est un cavalier de concours de saut d'obstacles français. Il mesure 1,70 m pour 69 kg.
Issu d'une famille de neuf enfants, Bruno Brouqsault a découvert l'équitation à l'âge de 10 ans en se payant lui-même des leçons.

## Palmarès
- 2004
  - vainqueur de la finale de la coupe du monde à Milan en Italie avec Dilème de Cèphe,
  - médaille d'argent au championnat de France de saut d'obstacles avec Dilème de Cèphe,
  - sélectionné pour les Jeux olympiques d'Athènes en Grèce avec Dilème de Cèphe.

## Dilème de Cèphe
Aux Jeux olympiques d'Athènes (2004), lors du premier parcours de la coupe des nations, le cheval de Bruno Brouqsault, Dilème de Cèphe, s'est soudainement arrêté juste après la réception d'un obstacle, victime d'une perforation du tendon fléchisseur superficiel d'un antérieur sérieusement atteint. À la fin de l'année 2006, le cheval n'avait toujours pas repris la compétition. À la suite de ce problème Dilème n'a jamais repris la compétition. Il coule  une retraite bien méritée jusqu'à sa mort à l'été 2018, à l'âge de 27 ans.